# Horst Loebe
Horst Loebe (* 15. Mai 1924 in Braunschweig; † 9. September 2014 in Bremen) war ein deutscher Schauspieler und Regisseur. 

## Leben
Loebe absolvierte ein Schauspielstudium an der Staatsmusikschule Braunschweig. Er hatte unter anderem Engagements an der Städtischen Bühne Hildesheim, am Staatstheater Braunschweig und ab 1951 am Deutschen Theater Göttingen. In Göttingen (wo er auch studierte) spielte Loebe Rollen wie den Kellner in O Wildnis! (1952), den Pfarrer Olivarius Textdreher in Wie es euch gefällt (1952) und den 1. Bedienten in Leonce und Lena (1955). Er war als Assistent von Heinz Hilpert und ab 1956 als Produzent am Deutschen Theater Göttingen tätig. Zu seinen Produktionen zählten Captain Brassbound’s Conversion von George Bernard Shaw, Die tödliche Lüge von Gerd Oelschlegel (1956) sowie Ein Engel kommt nach Babylon (1957).
Ab Mitte der 1950er-Jahre war Loebe überwiegend als Hörspielregisseur tätig und bis 1989 an mehr als 100 Produktionen beteiligt.
Er war seit 1953 mit der literarischen Übersetzerin Sigrid Loebe, geb. Daub, verheiratet und hatte zwei Söhne.

## Filmografie
- 1962: Der Mann im Fahrstuhl (Fernsehfilm)

## Hörspiele
- 1961: Jürgen Breest: Eine neue Welt
- 1962: Arnold E. Ott: Geben Sie mir Dr. Parker
- 1962: Ephraim Kishon Der Blaumilchkanal
- 1962: Heinrich von Loesch: Nadel und Kamm oder: Das Öl von Buraimi
- 1962: Heinz Piontek: Die roten Pfeile
- 1962: Tadeusz Różewicz: Die Kartothek
- 1963: Georg Büchner: Leonce und Lena
- 1965: Kay Hoff: Konzert an vier Telefonen
- 1970: Walentin Chorell: Die Schwänzerin
- 1981: Walter E. Richartz Der Installateurlehrling
- 1984: Sebastian Goy: Ein vermaledeit klebriger Winter auf dem Schlafzimmerbahnhof der Katja Schoheija
- 1988: Hans Kasper: Eine süße Stimme